# EAN-8
EAN-8 hay EAN.UCC-8 là phiên bản EAN tương đương của UPC-E trong ý nghĩa cung cấp một mã vạch có chiều rộng "ngắn" để sử dụng trên các loại bao bì hàng hóa nhỏ như bao thuốc lá chẳng hạn. Tuy nhiên giữa chúng có một số điểm khác biệt đáng kể. Về hình thức, với cùng một mật độ in thì mã vạch do EAN-8 tạo ra dài hơn một chút so với mã vạch do UPC-E tạo ra. Về nguyên lý, từ chuỗi số 8 số của UPC-E, người ta có thể chuyển ngược về chuỗi số 12 số của UPC-A, nhưng từ chuỗi 8 số của EAN-8, không có cách thức nào chuyển về chuỗi 13 số của EAN-13 hay 12 số của UPC-A. Về mặt mã hóa, EAN-8 mã hóa rõ ràng cả tám số còn UPC-E chỉ mã hóa rõ ràng 6 số. Do vậy, có thể kết luận EAN-13 và UPC-A có sự chuyển đổi tương thích, nhưng UPC-E và EAN-8 thì tuyệt đối không có sự tương thích như vậy.

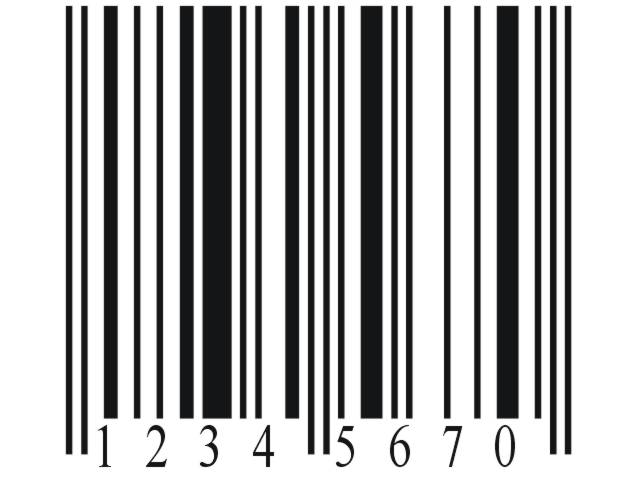
Hình minh họa của EAN-8

## Đặc trưng
Chuỗi 8 số của EAN-8 được các tổ chức có thẩm quyền về mã vạch cung cấp trực tiếp. Điều này có một ưu thế là bất kỳ công ty nào có thể yêu cầu cung cấp bộ mã EAN-8 không phụ thuộc vào mã nhà sản xuất hay mã sản phẩm theo EAN-13. Mặt khuyết điểm của nó là các chuỗi số EAN-8 phải được lưu trữ trong mỗi cơ sở dữ liệu như là các mã sản phẩm riêng biệt bởi vì không có một phương thức nào để chuyển chuỗi số EAN-8 thành chuỗi số EAN-13 tương đương.

## Mã hóa
EAN-8 được mã hóa bằng cách sử dụng 3 bộ ký tự của EAN-13. EAN-8 cũng có số kiểm tra được tính theo cùng cách thức như của EAN-13. Giả sử người ta cần mã hóa chuỗi số có 7 chữ số "4234567", người ta tính số kiểm tra như sau:
| Mã vạch  | 4  | 2    | 3  | 4    | 5  | 6    | 7  |
| -------- | -- | ---- | -- | ---- | -- | ---- | -- |
| Vị trí   | lẻ | chẵn | lẻ | chẵn | lẻ | chẵn | lẻ |
| Tỷ trọng | 3  | 1    | 3  | 1    | 3  | 1    | 3  |

Tổng bằng 4 * 3 + 2 * 1 +3 * 3+ 4 * 1+ 5 * 3 +6 * 1+ 7 * 3= 69
Để chia hết cho 10 thì cần bổ sung 1, do đó số kiểm tra bằng 1 và chuỗi số 8 số của EAN-8 sẽ là "42345671".

## Cấu trúc
Quy ước: Các bit có giá trị 1 được in bằng mực đen thành một đường thẳng đứng, các bit có giá trị 0 không được in (hoặc được in bằng mực trắng) thành một đường thẳng đứng có cùng độ rộng với bit có giá trị 1.
Mã vạch EAN-8 có cấu trúc như sau:
- Các vạch bảo vệ trái, có giá trị nhị phân là 101.
- Bốn số đầu được mã hóa theo quy tắc lẻ của mã hóa trong EAN-13. Xem thêm EAN-13#Mã hóa chẵn lẻ
- Các vạch bảo vệ trung tâm, có giá trị nhị phân 01010.
- Ba số cuối và số kiểm tra được mã hóa như là chuỗi ngược trong mã hóa chẵn của EAN-13.
- Các vạch bảo vệ phải, có giá trị nhị phân 101.

Các vạch bảo vệ và số được in tương tự như EAN-13 (không có số nào ở ngoài phần có vạch).